# الكولة (النادرة)

تعديل مصدري - تعديل

الكولة هي إحدى قرى عزلة شعب المريسي بمديرية النادرة التابعة لمحافظة إب، بلغ تعداد سكانها 300 نسمة حسب تعداد اليمن لعام 2004.